# 쌍책초등학교
쌍책초등학교는 대한민국 경상남도 합천군 쌍책면 성산리에 있는 공립 초등학교이다.

## 연혁
- 1930년 12월 7일 설립인가
- 1931년 5월 1일 쌍책공립보통학교(4년제) 개교
- 1938년 4월 1일 쌍책공립심상소학교(6년제) 개칭[1]
- 1941년 4월 1일 쌍책공립국민학교 개칭[2]
- 1981년 3월 1일 병설유치원 개원
- 1996년 3월 1일 쌍책초등학교로 개칭[3]
- 1999년 3월 1일 이책분교장 편입
- 1999년 9월 1일 이책분교장 통폐합
- 2021년 2월 10일 제87회 졸업식(졸업생 총4,115명)
- 2021년 9월 1일 제36대 정명숙 교장 취임
- 2022년 2월 11일 제88회 졸업식(3명 졸업, 졸업생 총4,118명)

## 참고 자료
- 쌍책초등학교 - 한국교육학술정보원 학교알리미